# Bogumił Gacka
Bogumił Zygmunt Gacka (ur. 6 marca 1955 w Kole) – katolicki prezbiter, profesor nauk teologicznych, członek Zgromadzenia Księży Marianów, wykładowca UKSW, KUL, WSD Księży Marianów, WSD w Radomiu, kierownik pierwszej na świecie katedry personalizmu chrześcijańskiego.

## Życiorys
15 sierpnia 1980 złożył śluby wieczyste w Górze Kalwarii, a 14 czerwca 1981 otrzymał święcenia kapłańskie z rąk abp Bolesława Pylaka w Lublinie.
W 1988 r. obronił doktorat z teologii na Katolickim Uniwersytecie Lubelskim pod kierownictwem ks. prof. Czesława Bartnika. Następnie wyjechał do Stanów Zjednoczonych, gdzie odbył studia specjalistyczne na Katolickim Uniwersytecie Ameryki w Waszyngtonie, Uniwersytecie Bostońskim, a także na Harvardzie. W 1997 r. obronił na KUL pracę habilitacyjną z personalizmu amerykańskiego. Jest kierownikiem pierwszej na świecie katedry personalizmu chrześcijańskiego na UKSW w Warszawie. Ponadto jest redaktorem naczelnym półrocznika "Personalizm". Prawda-Dobro-Piękno (od 2001), a także prezesem Stowarzyszenia Naukowego Personalizm (od 2005). Organizator Międzynarodowej Konferencji Personalistów w Warszawie w dniach 9-12 sierpnia 2005 r.

## Poglądy
W centrum problematyki, jaką podejmuje Bogumił Gacka, jest podejście do człowieka jako osoby. Według niego nie jest to tylko aspekt teologiczny, ale ma on przede wszystkim charakter uniwersalny, gdyż określa zakres relacji między wszystkimi ludźmi a także względem Boga.

## Publikacje
- Personalistyczna eklezjologia Johna H. Newmana, Lublin 1989
- American Personalism, Lublin 1995
- Personalizm amerykański, Lublin 1996
- Bibliography of The Personalist, Lublin 1999
- Ecclesiology, Warszawa 2008
- Znaczenie osoby w teologii Josepha Ratzingera-Benedykta XVI, Warszawa 2010